# Critiche al Codice da Vinci

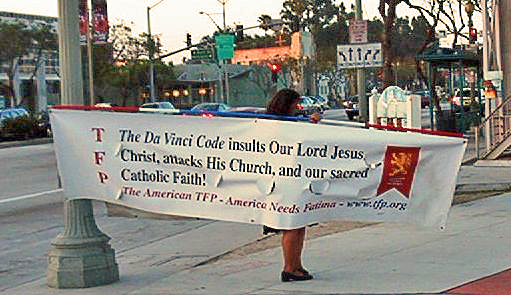
Striscione di protesta contro il libro negli Stati Uniti, che recita: Il Codice Da Vinci insulta il Nostro Signore Gesù Cristo, attacca la Sua Chiesa e la nostra sacra Fede Cattolica!

Il codice da Vinci è un romanzo di successo scritto da Dan Brown: pubblicato nel 2003, a settembre 2009 ne erano state stampate 80 milioni di copie in tutto il mondo ed era stato tradotto in 44 lingue.
Nel 2006 ne è stato tratto l'adattamento cinematografico omonimo.
Sebbene opera di fantasia, il romanzo si presenta come una ricostruzione fedele degli eventi storici in esso trattati. Tale pretesa fedeltà storica dichiarata dall'autore ha suscitato notevoli critiche da parte di molti studiosi, specialmente nel mondo cattolico (in Italia particolarmente attivo è stato lo studioso Massimo Introvigne).
Il best seller ha rinfocolato il dibattito sull'attendibilità delle verità contenute nei vangeli apocrifi, soprattutto con riferimento alla tesi per cui Gesù avrebbe sposato Maria Maddalena e avrebbe avuto dei figli da lei, di cui non vi è documentazione alcuna nel Nuovo Testamento così come accreditato dalla Chiesa cattolica.

## Pretesa storicità
Ogni romanzo storico può presentare errori o imprecisioni, ma in pochi casi altri romanzi hanno suscitato reazioni e critiche come invece è avvenuto per Il codice da Vinci. Il motivo è duplice:
- il libro ha ottenuto un grande successo;
- gli eventi storici reali, intrecciati nella trama fantasiosa del romanzo, risultano coerenti e verosimili, sostenuti da un ritmo incalzante ricco di colpi di scena.

Oltre alla verosimiglianza implicita che traspare dalla ricostruzione storica nella trama, l'autore esplicitamente dichiara nella prefazione al testo:
(Dan Brown, Il codice da Vinci, Milano, Mondadori, 2003, p. 9)
Inoltre Dan Brown ha ribadito la pretesa storicità dell'opera nel corso di un'intervista alla CNN nel 2003:
Dan Brown: 99 percent of it is true. All of the architecture, the art, the secret rituals, the history, all of that is true, the Gnostic gospels. All of that is … all that is fiction, of course, is that there's a Harvard symbologist named Robert Langdon, and all of his action is fictionalized. But the background is all true.»
Dan Brown: Il 99% è vero. Tutto ciò che riguarda l'architettura, l'arte, i rituali segreti, la storia, tutto ciò è vero, i vangeli gnostici. Tutto ciò che... tutto ciò che è finzione, ovviamente, è che esiste un simbologista di Harvard chiamato Robert Langdon, e tutte le sue azioni sono inventate. Ma il contesto è tutto vero.»
(Intervista a Dan Brown, CNN, 25 maggio 2003)
Molti studiosi hanno pertanto criticato l'opera di Dan Brown per le sue discusse ricostruzioni storiche, artistiche e documentali, sollevando una nutrita serie di obiezioni relative alle varie inesattezze presenti nelle fonti del romanzo. In quest'opera di sistematica demolizione si sono impegnati, tra gli altri, lo storico Franco Cardini, il critico d'arte Philippe Daverio e lo studioso di religioni Massimo Introvigne il quale ha svolto in proposito una serrata critica.
Tra i passaggi del libro che sono stati attaccati perché basati su un'interpretazione delle vicende che non avrebbero un corretto fondamento storico, o sarebbero frutto di interpretazioni e chiavi di lettura molto artificiose, si segnalano i riferimenti all'operato dell'imperatore Costantino I e al Concilio di Nicea che, secondo i sopracitati critici di Dan Brown, sono stati riletti senza una chiara visione storica.
Una settimana dopo l'uscita cinematografica del film omonimo, la rivista TV Sorrisi e Canzoni, pur avendo lo stesso editore (Arnoldo Mondadori Editore) che ha distribuito il libro in Italia, ha pubblicato un articolo di Alberto Carloni dal titolo "Bugiardo!" esplicitamente riferito all'autore del libro. L'articolo ha elencato una lista di errori grandi e piccoli del romanzo, pur non pretendendo di elencarli tutti, fornendo anche una dettagliata bibliografia.

## Errori storici
Alcuni errori individuati dallo storico delle origini del Cristianesimo e filologo del Nuovo Testamento Bart Ehrman:
- La vita di Gesù non è stata scritta da migliaia di seguaci. Gesù non aveva “migliaia di seguaci” e men che meno alfabetizzati. (Dan Brown, Il codice da Vinci, p. 272)
- Il “costume dell'epoca” non imponeva “a un ebreo di essere sposato” (p. 288). I membri della comunità dei Rotoli del Mar Morto (Qumran) erano in gran parte celibi.
- Non c'è nessun dato che asserisca che Maria Maddalena sia stata incinta nel momento in cui era sotto la Croce (p. 298).

### Documenti segreti
(Dan Brown, Il codice da Vinci, Milano, Mondadori, 2003, p. 9)
In realtà i Dossier secrets e le Pergamene sono due cose diverse. I primi sono una serie di testi dattiloscritti, depositati in momenti diversi negli anni '60 presso la Bibliothèque Nationale di Parigi e che contengono notizie su presunte genealogie dei Merovingi e sul Priorato di Sion. Le seconde sono documenti cifrati dall'aspetto medievale, con caratteri in stile onciale, che nessuno ha mai visto se non nelle "riproduzioni" stampate nel libro L'Or de Rennes (1967) di Gérard de Sède, Massimo Introvigne afferma che questi documenti sono dei falsi per ammissione scritta e pubblica dei loro tre autori (che hanno litigato per questioni di soldi).

### Caccia alle streghe
(Dan Brown, Il codice da Vinci, Milano, Mondadori, 2003, p. 150)
Alberto Torresani, citando Gustav Henningsen, ci dice che le presunte streghe mandate al rogo furono invece 50.000, di cui furono responsabili soprattutto i tribunali civili del Nord Europa (con 100.000 processi) e che per opera dei tribunali ecclesiastici (di cui era responsabile la Chiesa cattolica), in seguito alla celebrazione di 20.000 processi, ci furono in tutto 89 esecuzioni: in Portogallo 4, in Spagna 49 e in Italia 36. Perciò, in base a questi studi, parrebbe che i tribunali civili fossero i maggiori responsabili di questa follia e non la Chiesa, come affermato da Dan Brown. In realtà, anche se molti studiosi si sono cimentati nell'arduo tentativo di determinare delle cifre accettabili e condivisibili dai più, non si è mai trovato un accordo pur minimo su tale dato e i valori che vengono proposti sono spesso del tutto inattendibili. Pertanto le cifre che si ipotizzano in ordine alle vittime della persecuzione vanno considerate come ordini di grandezza e come espressione delle opinioni degli Autori che le hanno determinate, dando naturalmente per scontato che le stime minime e massime riflettano il pensiero e la collocazione degli Autori nei riguardi della Chiesa: alle ipotesi minime, riferite sopra, si contrappongono le stime massime di 12.000.000 processi e 9.000.000 esecuzioni.

### Priorato di Sion
(Dan Brown, Il codice da Vinci, Milano, Mondadori, 2003, p. 189)
L'unico Priorato di Sion di cui si hanno notizie storiche certe è un'associazione francese fondata il 7 maggio 1956 ad Annemasse (non lontano dalla Svizzera) da Pierre Plantard. Nei suoi statuti si legge che il nome deriva da una montagnola presso Annemasse, che appunto si chiama Sion. La presunta antica istituzione è, secondo la storiografia ufficiale, solo un'elaborata invenzione da parte di questa più recente associazione. Un'«Abbazia di Nostra Signora del Monte Sion» è stata effettivamente fondata nel 1099 a Gerusalemme da Goffredo di Buglione, ma ovviamente non ha nulla a che vedere con il moderno "priorato" di Pierre Plantard: dopo la riconquista musulmana della Palestina avvenuta nel 1291, i monaci dell'Abbazia si rifugiarono in Sicilia, costituendo un Priorato. La comunità religiosa si estinse nel XIV secolo, ma secondo altri sopravvisse fino al 1617, quando i pochi monaci rimasti entrarono tutti nella Compagnia di Gesù.
Vale la pena aggiungere che Goffredo di Buglione non era propriamente un "re francese": divenuto duca della bassa Lorena, egli rifiutò infatti il titolo di re dopo la conquista della Città Santa, pur accettando tuttavia di guidare il Regno di Gerusalemme come Advocatus Sancti Sepulchri (difensore del Santo Sepolcro).
I pretesi documenti che dimostrerebbero l'esistenza dell'antico Priorato furono costruiti da Pierre Plantard, il quale fabbricò anche due diverse liste di "Gran Maestri" segreti. Anche dopo la scoperta del falso, Plantard cercò di presentarsi come successore delle cariche più alte del Priorato, affermando che secondo ulteriori ricerche l'organizzazione era stata fondata nel 1681. In seguito, Plantard ha confessato davanti a un giudice francese che tutti i documenti sull'esistenza del Priorato erano stati prodotti ad arte e infine anche i suoi compagni coinvolti nella vicenda hanno ammesso che erano falsi.

### Fine dei templari
(Dan Brown, Il codice da Vinci, Milano, Mondadori, 2003, p. 191)
Il professor Alberto Torresani afferma che, in questo lungo brano, di vero c'è soltanto la data finale, mentre l'ingegnoso stratagemma di ordinare a tutti i sicari di aprire gli ordini contemporaneamente si limitava al regno di Francia. In effetti si tratta di un'imprecisione storica: fu il re di Francia, Filippo IV il Bello, desideroso di azzerare i propri debiti e impossessarsi del patrimonio templare, che il 14 settembre 1307 inviò messaggi sigillati a tutti i balivi e siniscalchi del regno ordinando l'arresto dei templari e la confisca dei beni da loro detenuti, che vennero eseguite il 13 ottobre 1307, mossa che riuscì in quanto venne astutamente avviata in contemporanea contro tutte le sedi templari; i Cavalieri, convocati con la scusa di accertamenti fiscali, vennero arrestati e selvaggiamente torturati in carcere finché non confessarono tutte le accuse che il Re aveva spiccato sul loro conto (tra cui eresia, sodomia e idolatria). In seguito a questa mossa, il 22 novembre 1307 papa Clemente V (temendo forse che Filippo il Bello potesse finire per diventare indipendente dall'autorità della Chiesa) con un atto di debolezza emise la bolla Pastoralis præminentiæ con la quale ordinò a sua volta l'arresto dei templari in tutta la cristianità, e il 12 agosto 1308 con la bolla Faciens misericordam sciolse l'ordine confermando le accuse estorte ai prigionieri con la tortura.
(Dan Brown, Il codice da Vinci, Milano, Mondadori, 2003, p. 190)
Non risulta da alcuna fonte storica.
(Dan Brown, Il codice da Vinci, Milano, Mondadori, 2003, pp. 397-398)
Sia nell'edizione italiana sia in quella americana, riguardo al rogo dei Templari è scritto che le ceneri furono buttate nel Tevere. Questo è ovviamente impossibile, dato che il rogo avvenne a Parigi, sulle rive della Senna come ogni turista può verificare dalla targa che ricorda il rogo del Gran Maestro dei Templari e dei suoi compagni. Il papa Clemente V oltretutto in quell'epoca risiedeva ad Avignone dove era stata spostata la sede papale, non a Roma.

### Vangeli apocrifi
(Dan Brown, Il codice da Vinci, Milano, Mondadori, 2003, p. 275)
La frase contiene diversi errori storici:
- durante il concilio di Nicea, indetto effettivamente da Costantino nel 325, non venne discussa la questione del canone della Bibbia.
- la più antica lista di vangeli ritenuti dalla Chiesa come effettivamente ispirati da Dio e dunque canonici, a differenza degli altri vangeli ritenuti apocrifi, risale alla seconda metà del II secolo, circa 150 anni prima del presunto intervento di Costantino. Infatti già nel cosiddetto Canone muratoriano, datato al 170 circa, vengono elencati i 4 vangeli che poi verranno detti canonici.
- non è vero che i vangeli apocrifi esaltano l'umanità di Gesù mentre quelli canonici ne esaltano la divinità. Al contrario nei vangeli apocrifi Gesù è presentato o come un bambino prodigio, sempre pronto a fare miracoli e a pronunciare spesso profezie e maledizioni[15]. Nei vangeli gnostici Gesù è rappresentato come una particella di divino intrappolata nella materia, umano suo malgrado: ciò che colpisce e differenzia profondamente tali testi dai vangeli canonici è l'atmosfera profondamente diversa e deliberatamente intellettualista[16]. La realtà materiale è costantemente disprezzata in favore del mondo "vero" che sarebbe quello spirituale del Pleroma[17], nella convinzione che l'anima sia "una particella della luce dell'alto ingiustamente imprigionata nella materia"[18]
- da parte ecclesiastica e imperiale non vennero emanate esplicite proibizioni o bandi contro i vangeli apocrifi, né tantomeno essi furono sequestrati o bruciati. Quelli che contenevano nozioni eretiche, perlopiù di tipo gnostico, si persero all'estinguersi dello stesso gnosticismo cristiano. Da parte cristiana inoltre la copiatura di tali testi era vista come inopportuna, non tanto per motivi dottrinali bensì per motivi economici: il supporto papiraceo o pergamenaceo era particolarmente costoso, come anche impegnativa era la copiatura amanuense, e l'attività veniva prevalentemente dedicata ai testi usati per il culto liturgico o per la devozione personale.

(Dan Brown, Il codice da Vinci, Milano, Mondadori, 2003, p. 272)
La lista degli apocrifi del Nuovo Testamento che possono essere ricondotti al genere vangelo, cioè relativo alla vita e alla predicazione di Gesù, non supera la cinquantina (includendo testi perduti e probabili omonimi).

### Codici di Nag Hammadi e manoscritti del Mar Morto
(Dan Brown, Il codice da Vinci, Milano, Mondadori, 2003, p. 288)
La maggior parte dei manoscritti ritrovati a Qumran nel 1947 è in pergamena, non in papiro. Inoltre i testi non raccontano la "vera storia del Graal" né tantomeno "parlano del ministero di Cristo". La maggior parte dei testi di Qumran riguarda le rigidissime regole e i riti della comunità che lì risiedeva, le norme della vita in comune, inni, preghiere, calendari, commenti ai testi biblici. Sono inoltre presenti molti testi che fanno parte della Bibbia ebraica, alcuni degli apocrifi dell'Antico Testamento ma nessun brano dei vangeli cristiani, né canonici né apocrifi.
I manoscritti di Nag Hammadi sono sì in papiro ma sono "codici", non "rotoli", dunque hanno più o meno la forma di libro con le pagine racchiuse in copertine di cuoio. Questi manoscritti, datati circa al III-IV secolo, contengono copie in lingua copta di alcuni vangeli gnostici che in origine dovevano essere in greco. Gli storici hanno ipotizzato che questi originali perduti possano risalire a un periodo che va dalla seconda metà del II secolo alla prima metà del III secolo. Secondo queste datazioni, dunque, questi vangeli gnostici non sarebbero "i più antichi documenti cristiani", ma sarebbero stati redatti successivamente ai vangeli canonici. Inoltre, al contrario di quanto affermato da Dan Brown, il Gesù di questi testi appare molto meno "umano" che nei vangeli canonici: per esempio il Vangelo secondo Filippo è legato allo gnosticismo valentiniano, caratterizzato dal rifiuto per il mondo creato visto come una prigione per gli esseri umani. Proprio perché gli gnostici disprezzavano il mondo materiale, Gesù viene visto come uomo solo in apparenza, non dotato del vero corpo carnale. Il Vangelo di Tommaso invece comprende solo "loghia" (detti) di Gesù, molti dei quali basati sugli omologhi dei vangeli canonici, ma nessun episodio di vita reale.

### Gesù Figlio di Dio
(Dan Brown, Il codice da Vinci, Milano, Mondadori, 2003, pp. 273-274)
Il titolo di "Figlio di Dio" è ampiamente applicato a Gesù già nei testi del Nuovo Testamento, redatti entro il I secolo, più di due secoli prima del Concilio di Nicea (325).
Ciò che è stato definito nel corso del Concilio di Nicea, contro l'arianesimo, è la natura consustanziale del Figlio al Padre, espressa nella formula ὁμοούσιον τῷ πατρί (homoùsion tô patrì, sostanziale al Padre) presente nel cosiddetto Simbolo niceno. Ario era infatti contrario alla consustanzialità ritenendo Gesù sì Figlio di Dio, ma non della stessa sostanza, in quanto lo credeva creato dal Padre.
Infine non è vero che la definizione di Gesù consustanziale al Padre venne votata "con una maggioranza assai ristretta". I vescovi sostenitori di Ario rappresentavano una sparutissima minoranza tra i 318 padri conciliari: solo Teone di Marmarica e Secondo di Tolemaide votarono apertamente contro.
Da notare che nel film viene inserito un dialogo in cui Robert dice che "Costantino non ha inventato. Ha semplicemente sanzionato un'idea che era già largamente diffusa."

### Costantino
(Dan Brown, Il codice da Vinci, Milano, Mondadori, 2003, p. 272)
In realtà il Cristianesimo diventò religione di Stato soltanto nel 380 per opera dell'Imperatore Teodosio. È comunque fuor di dubbio che Costantino operò attivamente per l'unità della Chiesa e per le conseguenti sorti dell'impero: infatti convocò e presiedette il Primo concilio di Nicea, preoccupato dalle dispute tra cristiani che stavano minacciando insieme l'unità dei credenti e dell'impero; il Concilio fu tenuto presso il palazzo imperiale, gli ecclesiastici furono spesati nel viaggio come se fossero stati funzionari di stato, il discorso inaugurale fu tenuto da Costantino e il documento conclusivo venne firmato prima dal rappresentante imperiale Osio di Cordova, e poi dai rappresentanti del papa. Tuttavia, giusto quello sostenuto da Dan Brown, è che Costantino si fece battezzare in punto di morte ed è considerato santo e "simile agli apostoli" dalla Chiesa ortodossa, da alcune Chiese ortodosse orientali e dalla Chiesa cattolica. Il suo nome non è però presente nel Martirologio Romano, il catalogo ufficiale dei santi riconosciuti dalla Chiesa cattolica.

### Maria Maddalena
(Dan Brown, Il codice da Vinci, Milano, Mondadori, 2003, p. 286)
A sostegno della tesi centrale nella trama del libro relativa al presunto matrimonio tra Gesù e la Maddalena, Dan Brown cita esplicitamente un passo del Vangelo secondo Filippo:
(Dan Brown, Il codice da Vinci, 2003, p. 288)
In realtà Dan Brown tralascia di riportare l'incipit del paragrafo, che chiarisce la natura del legame amoroso tra Cristo e la Maddalena.
(Vangelo secondo Filippo, cap. 55)
La teologia gnostica prevedeva alcune 'semidivinità' dette eoni, il cui numero variava a seconda delle varie sette gnostiche (solitamente 9). Secondo gli gnostici due di questi eoni, il Salvatore e la Sofia, che nell'eternità hanno generato gli angeli, si sono incarnati rispettivamente in Cristo e nella Maddalena, perpetuando sulla terra il loro legame celeste. Il passo non va dunque inteso come una prova storica del matrimonio tra Gesù e la Maddalena ma come un'allegoria di una precisa visione teologica.
Inoltre nel Vangelo secondo Filippo oltre a trovare vari personaggi che ricevono «baci sulla bocca» (simbolo di comunione spirituale), si legge che l'unione sessuale, anche fra marito e moglie, è sempre prostituzione. A ogni modo, più che un "errore", vero o presunto tale, rappresenta il pretesto su cui è costruito l'intero thriller di Dan Brown; sulla questione, peraltro, l'autore innova poco, riprendendo per lo più tesi non sue (cfr. la voce Sposa di Gesù).
(Dan Brown, Il codice da Vinci, Milano, Mondadori, 2003, p. 297)
Questo non è teologicamente vero, infatti la Chiesa afferma che Gesù Cristo è anche vero uomo, dunque avrebbe potuto benissimo generare dei figli, così come ha svolto tutte le altre attività umane (lavorare, parlare, commuoversi, avere paura, dormire, arrabbiarsi, ecc.).
(Dan Brown, Il codice da Vinci, Milano, Mondadori, 2003, pp. 297-298)
Maria Maddalena è una santa della Chiesa Cattolica, una delle più importanti, in quanto testimone diretta della predicazione di Gesù. Le sono state dedicate chiese, parrocchie, confraternite, feste e fiere. È stata oggetto del culto delle reliquie. Milioni di bambine sono state battezzate "Maddalena" o "Maria Maddalena", e, da sempre, questo è uno dei nomi più utilizzati dalle donne che scelgono la vita monastica, tanto che la Chiesa cattolica conta almeno altre 14 sante con quel nome.

### Merovingi
(Dan Brown, Il codice da Vinci, Milano, Mondadori, 2003, p. 301)
L'ipotesi non trova conferma in alcuna fonte storica o archeologica. Deriva invece da Il santo Graal di Baigent, Leigh e Lincoln, autori che a loro volta non si basavano su alcun documento storico ma solo sui "Dossiers Secrets" del Priorato di Sion. Questi documenti, depositati in diversi momenti alla metà degli anni '60 presso la Bibliothèque Nationale di Parigi si sono rivelati dei falsi, compilati da Pierre Plantard per millantare una propria ascendenza nobiliare.

## Errori artistici

### Ultima Cena
(Dan Brown, Il codice da Vinci, Milano, Mondadori, 2003, pp. 285-286)

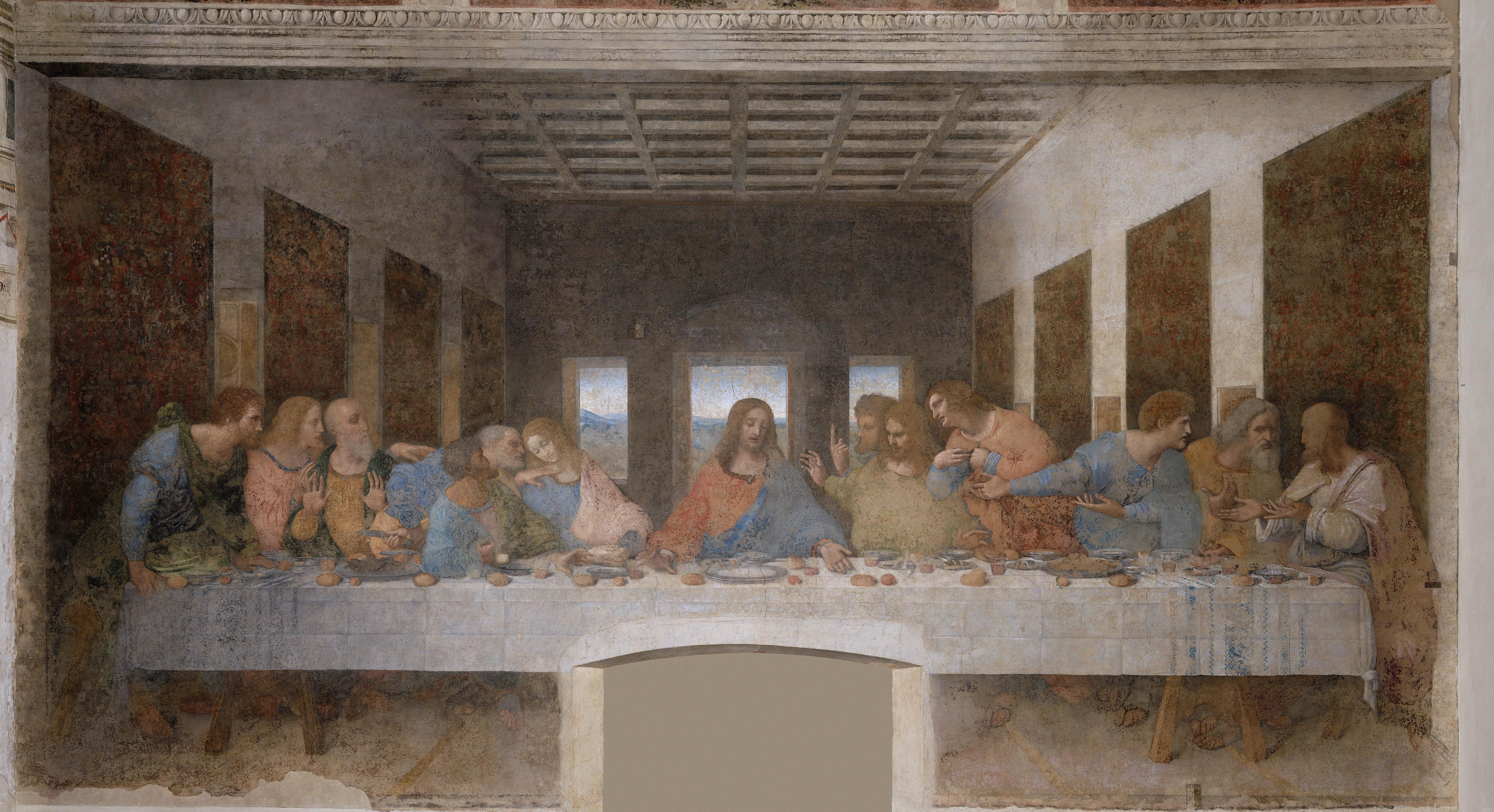
L'Ultima Cena di Leonardo.

L'aspetto femmineo di Giovanni apostolo fa parte dell'iconografia dell'epoca, riscontrabile non solo nell'opera di Leonardo ma in tutte le "ultime cene" dipinte da altri artisti tra il XV e il XVI secolo (qualche esempio: Taddeo Gaddi, Domenico Ghirlandaio, Luca Signorelli, Pietro Vannucci detto il Perugino, Dieric Bouts, Sassetta...). Gli artisti rinascimentali rappresentavano l'apostolo più giovane (il "prediletto" secondo lo stesso quarto vangelo) come un adolescente dai capelli lunghi e dai lineamenti dolci che oggi possono sembrare effeminati ma che all'epoca erano la consuetudine. In particolare ricordiamo che nella Legenda Aurea di Jacopo da Varazze, voluminoso repertorio duecentesco di vite di santi ed episodi evangelici, usatissimo come fonte di soggetti per le opere d'arte, Giovanni viene descritto come un "giovane vergine" il cui nome "significa che in lui fu la grazia: in lui infatti ci fu la grazia della castità del suo stato virginale".
(Dan Brown, Il codice da Vinci, Milano, Mondadori, 2003, p. 277)
Nell'affresco l'Ultima Cena di Leonardo da Vinci mancherebbe uno degli elementi più importanti e indispensabili, il Calice dell'Eucaristia. La scena raffigurata da Leonardo però si rifà al vangelo di Giovanni (Gv. 13), nel quale non è narrata la scena con il Calice e l'istituzione dell'Eucaristia. In tutto il quarto vangelo non si fa alcun cenno né al Calice né al vino, particolari che sono invece presenti negli altri tre vangeli. Il Calice è assente anche in numerosissime "ultime cene" di altri artisti: Domenico Ghirlandaio, Duccio di Boninsegna, Luca Signorelli, Jacopo Bassano, Andrea del Castagno, Andrea del Sarto, Daniele Crespi, Hans Holbein...
(Dan Brown, Il codice da Vinci, Milano, Mondadori, 2003, pp. 290-291)
Anche il gesto di Pietro che tocca la spalla di Giovanni è narrato nel quarto vangelo. Leonardo in questo caso rispetta quasi alla lettera quanto si legge nel capitolo 13: "Dette queste cose, Gesù si commosse profondamente e dichiarò: "In verità, in verità vi dico: uno di voi mi tradirà". I discepoli si guardarono gli uni gli altri, non sapendo di chi parlasse. Ora uno dei discepoli, quello che Gesù amava, si trovava a tavola al fianco di Gesù. Simon Pietro gli fece un cenno e gli disse: "Di', chi è colui a cui si riferisce?"" (Gv. 13,21). Lo stesso gesto di Pietro che appoggia la mano sulla spalla di Giovanni si trova nell'Ultima cena affrescata da Pietro da Rimini nell'Abbazia di Pomposa (1316).
(Dan Brown, Il codice da Vinci, Milano, Mondadori, 2003, p. 291)
Il pugnale "misterioso" è impugnato da Pietro, così come in innumerevoli altre "ultime cene" rinascimentali (Domenico Ghirlandaio, Luca Signorelli, Pietro Vannucci detto il Perugino, Andrea del Castagno, Jacopo Bassano, Jean Huguet, Giovanni Canavesio, solo per citarne alcune) ed è in diretto rapporto con la scena successiva del vangelo di Giovanni, quella in cui l'apostolo con quel coltello (una machaira, ovvero un grosso coltello con la lama ricurva, nel testo originale greco) taglierà l'orecchio a Malco, il servo del Gran Sacerdote (Gv 18:10). Uno schizzo preparatorio di Leonardo conservato alla Royal Collection di Windsor, mostra chiaramente il braccio di Pietro nella posa con il polso piegato all'indietro, appoggiato sull'anca. Questo disegno è pubblicato in moltissimi libri sull'artista e pure nell'ufficiale Guida al Refettorio ma se questo non bastasse la posizione del braccio e del coltello è documentata dalle moltissime copie dell'Ultima Cena dipinte in gran parte proprio da allievi di Leonardo. La più conosciuta e meglio conservata è quella del Giampietrino (Royal Academy, Londra), utilizzata anche durante i recenti restauri come documento preziosissimo per poter ricostruire e identificare particolari purtroppo perduti o degradati nell'originale di Leonardo. Un'altra copia è quella conservata nella Chiesa di Sant'Ambrogio di Ponte Capriasca, nella quale il gesto di Pietro che impugna il coltello è perfettamente visibile.

### Vergine delle Rocce
(Dan Brown, Il codice da Vinci, Milano, Mondadori, 2003, pp. 159-160)

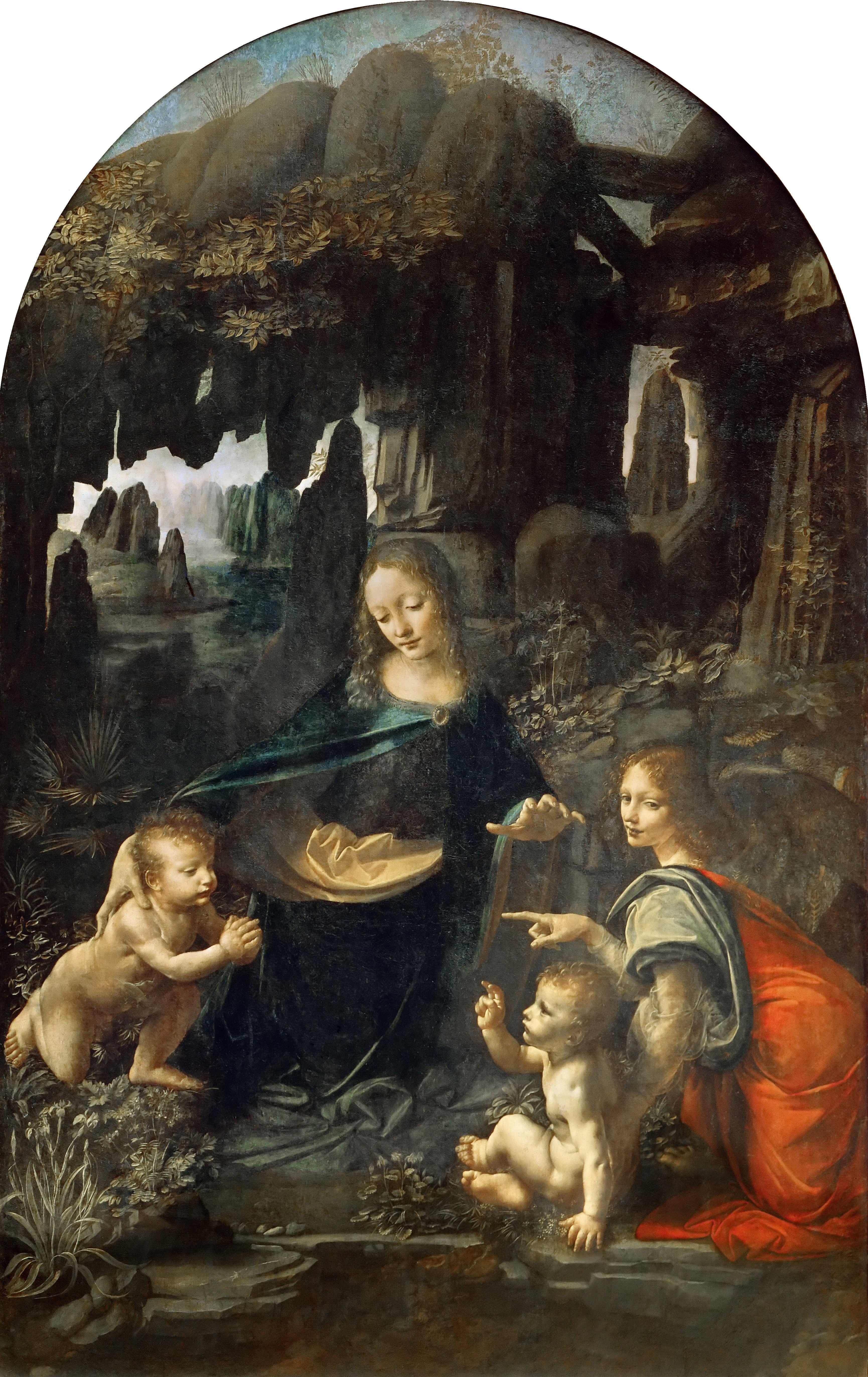
Vergine delle Rocce.

Su un sito cattolico si legge che tra gli errori del Codice da Vinci ci sarebbe anche il fatto che la Vergine delle Rocce non è una tela, ma un dipinto su tavola di legno ma questo particolare non è veritiero. Il dipinto in origine era in effetti su tavola di legno, così come la versione della National Gallery, ma per motivi legati alla conservazione all'inizio del XIX secolo venne trasportato su tela da Francois Toussaint Hacquin, lo stesso restauratore che trasportò su tela anche la Madonna di Foligno di Raffaello. Rimane l'errore che riguarda le misure dell'opera, alta un metro e mezzo secondo Dan Brown, mentre in realtà misura circa 2 metri di altezza per 1,22 di larghezza. Si tratta di misure ragguardevoli, che unite all'enorme e pesante cornice che misura quasi 2x2,40 m avrebbero reso ben difficile alla minuta Sophie Neveu l'usare il dipinto quasi come uno scudo nella scena sopra descritta. Nel romanzo si dice poi che Sophie Afferrò l'angolo della cornice e la allontanò dalla parete. Il quadro era grande e la cornice si incurvò. Difficilissimo che una cornice di quella mole abbia potuto curvarsi
(Dan Brown, Il codice da Vinci, Milano, Mondadori, 2003, pp. 165-166)
Quella Confraternita non era un ordine religioso femminile ma un'associazione laica maschile. La controversia legale tra Leonardo e la Confraternita non riguardò il soggetto ma un conguaglio di 100 ducati che Leonardo aveva richiesto a compimento dell'opera. Esistono moltissimi documenti storici, ben conosciuti dagli studiosi, che provano come Leonardo abbia richiesto la restituzione dell'opera a causa del rifiuto della Confraternita di pagare una cifra superiore a quella pattuita inizialmente. La causa si protrasse fino al 1506 quando si concluse con l'ottenimento da parte di Leonardo di 50 ducati in più (la metà di quanto aveva richiesto). Nel frattempo l'artista aveva venduto la prima versione e per questo ne realizzò una seconda, quella che oggi si trova alla National Gallery di Londra.
(Dan Brown, Il codice da Vinci, Milano, Mondadori, 2003, p. 166)
In entrambe le versioni della Vergine delle Rocce Gesù è il bambino più piccolo, completamente nudo, mentre il cugino Giovanni è più grande (secondo i vangeli ha sei mesi più di Gesù) e ha, come vuole la tradizione iconografica dell'epoca, i fianchi coperti. In questo caso è visibile un velo, in altri dipinti con lo stesso soggetto possiamo trovare una sottile cintura o un abito sdrucito.

### Monna Lisa
(Dan Brown, Il codice da Vinci, Milano, Mondadori, 2003, p. 145-146)

La Gioconda.

Il dipinto chiamato comunemente Gioconda o Monna Lisa non ha mai avuto il titolo Monna Lisa. Quel nome deriva da un brano del Vasari in cui si dice che «Prese Lionardo a fare per Francesco del Giocondo il ritratto di monna Lisa sua moglie». A partire da questa citazione molti storici hanno ipotizzato che quel ritratto di donna oggi conservato al Louvre potesse essere quello descritto dal Vasari (che però parla delle perfette ciglia e di una fossetta nel collo, di cui nel dipinto non v'è traccia). Altri storici invece hanno ritenuto che potesse trattarsi del ritratto Isabella Gualandi, di Caterina Sforza o addirittura di Isabella d'Este. Inoltre "monna" non ha niente a che fare con Amon, ma è soltanto il diminutivo di "madonna", ovvero "signora" nel linguaggio dell'epoca.

### Temple Church
(Dan Brown, Il codice da Vinci, Milano, Mondadori, 2003, p. 398)

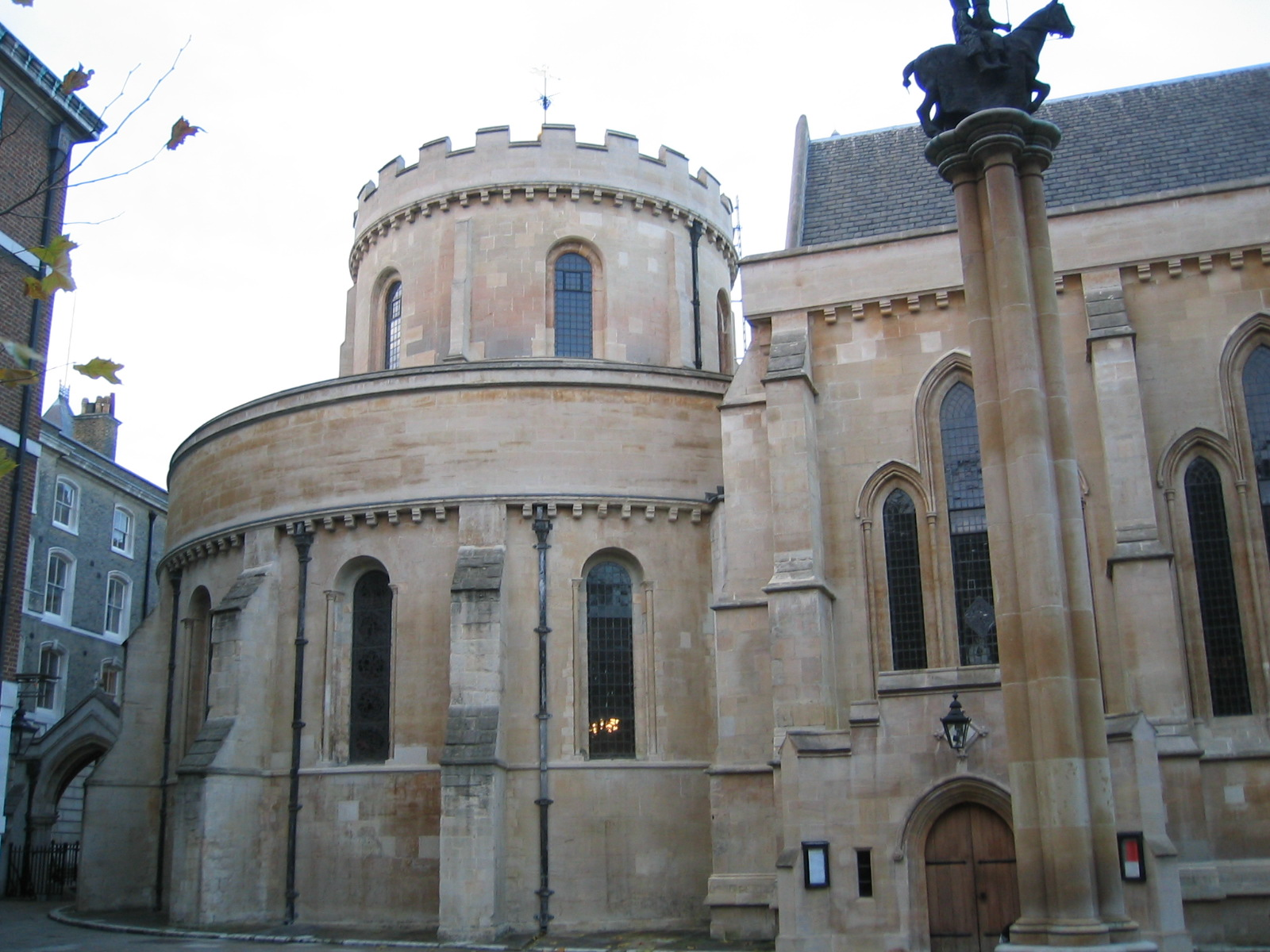
L'esterno della Chiesa del Tempio.

Oltre al Temple di Londra moltissime chiese templari, piccole, sobrie e spoglie, avevano pianta circolare in quanto si ispiravano al Santo Sepolcro di Gerusalemme. La rotonda ad ambulacro è infatti la forma più usata fin dall'alto Medioevo per ricreare in tutta Europa "copie" del Santo Sepolcro. Tra i tanti esempi si possono ricordare i più famosi: il Santo Sepolcro di Pisa, quello di Bologna (inserito nel complesso di Santo Stefano), quello di Cambridge (chiamato anche "The Round Church") e, tra i più recenti, quello di Reggio Emilia progettato da Gaspare Vigarani alla metà del Seicento. A parte le chiese dedicate al Santo Sepolcro, nella tradizione cristiana si incontrano moltissimi altri esempi di chiese di forma circolare: San Pietro in Montorio a Roma, la Rotonda di Umbertide, chiesa di Santa Maria del Soccorso ad Albenga, il Duomo Vecchio di Brescia... Ma si potrebbe continuare citando moltissimi altri casi, sia effettivamente edificati sia solo progettuali come quelli che troviamo nei trattati di architettura del Serlio o nei disegni di Bramante, Antonio da Sangallo il Giovane, Michelangelo Buonarroti o dello stesso Leonardo da Vinci.

### La Meridiana di Saint Sulpice
(Dan Brown, Il codice da Vinci, Milano, Mondadori, 2003, pp. 126-127)
La Meridiana della chiesa di Saint Sulpice a Parigi è stata realizzata nel 1743, come si legge chiaramente sulla lapide, su richiesta del curato della parrocchia di Saint Sulpice. Il suo scopo era il calcolo del computo ecclesiastico, ovvero la precisa data delle festività cristiane basate su calcoli astronomici (la Pasqua cade la domenica che segue il primo plenilunio di primavera). Non ha niente a che fare con il Meridiano di Parigi che passa dall'Observatoire de Paris, tracciato il 21 giugno 1667 e ufficializzato da Gian Domenico Cassini nel 1718.

## Errori topografici

### Rue Haxo
L'autista rifletté per un istante, poi annuì. Disse a Sophie che era vicino allo stadio del tennis, nella periferia occidentale di Parigi. Lei gli chiese di portarli laggiù immediatamente.
«La via più breve è attraverso il Bois de Boulogne» le disse l'autista.»
Nel romanzo Rue Haxo, la via in cui si troverebbe il servizio di cassette di sicurezza della Banca deposito di Zurigo, al numero civico 24, viene erroneamente collocata nei pressi dello Stade Roland Garros.
Sophie non staccò gli occhi dalla strada. «L'autista ha detto che era accanto al Roland Garros. Conosco la zona.»»
I campi di tennis del Roland Garros si trovano all'indirizzo 2 avenue Gordon Bennett nel XVI arrondissement. Rue Haxo si trova nei pressi di place Roland Garros che però si trova nel XX arrondissement, cioè dall'altra parte della città.

## Cryptex
Dan Brown definisce il cryptex come un sistema di crittografia a chiave pubblica. In realtà si tratta di un sistema a chiave simmetrica (la combinazione per aprire il cryptex è la stessa che è stata usata per chiuderlo).
Nonostante nel romanzo si sostenga che la descrizione di tale oggetto sia stata trovata nei diari segreti dello stesso Leonardo da Vinci, non esiste alcuna prova di tale affermazione, e anche l'edizione illustrata del romanzo (2004) non contiene alcun disegno di Leonardo che si riferisca a un tale dispositivo.